# Ludwigsburg (stacja kolejowa)
Ludwigsburg (niem: Bahnhof Ludwigsburg) – stacja kolejowa w Ludwigsburg, w regionie Badenia-Wirtembergia, w Niemczech. Jest to ważny węzeł regionalny w systemie S-Bahn w Stuttgarcie. Znajduje się linii Frankenbahn i Ludwigsburg – Markgröningen.

## Opis
Stacja składa się z pięciu torów i 3 peronów. Na torze nr 1 zatrzymują się pociągi regionalne do Osterburken, Würzburga, Heidelbergu i Karlsruhe. Tor 2 jest obsługiwana przez pociągi podmiejskie, które udają się do Bietigheim i Backnang. na torze pociągi S-Bahn Stuttgart. Tor 4 służy pociągom regionalnym do Stuttgartu. Tor 5 nie jest używany obecnie przez pociągi pasażerskie.
Połączenia dalekobieżne generalnie nie są tutaj obsługiwane, tylko w nocy kursują pociągi InterCity z Frankfurtu do Stuttgartu i ICE ze Stuttgartu do Essen.
Według klasyfikacji Deutsche Bahn posiada kategorię 3.

## Linie kolejowe
- Frankenbahn
- Backnang – Ludwigsburg
- Ludwigsburg – Markgröningen